# Goudstaartsaffierkolibrie
De goudstaartsaffierkolibrie (Chlorestes eliciae synoniem: Hylocharis eliciae) is een vogel uit de familie Trochilidae (kolibries).

## Verspreiding en leefgebied
Deze soort komt voor van zuidelijk Mexico tot noordwestelijk Colombia en telt twee ondersoorten:
- C. e. eliciae: van zuidoostelijk Mexico tot zuidelijk Costa Rica.
- C. e. earina: van westelijk Panama tot noordwestelijk Colombia.

## Status
De grootte van de populatie is in 2022 geschat op 50-500 duizend volwassen vogels en dit aantal neemt waarschijnlijk af. Op de Rode lijst van de IUCN heeft deze soort de status niet bedreigd.  